# Centre de formation de l'Olympique lyonnais
Le centre de formation de l'Olympique Lyonnais est un centre de formation de joueurs de football appartenant au club français de l'Olympique Lyonnais évoluant en Ligue 1. Ce centre de formation est reconnu comme un des meilleurs centres de formations français et apparaît souvent dans les trois meilleurs centres de formation européens avec ceux du FC Barcelone et du Real Madrid.

## Effectifs et encadrements techniques actuels

### Effectif réserve
L'équipe réserve de l’Olympique lyonnais pour la saison 2025-2026 de National 3 et est entraînée par Gueïda Fofana.

### Effectif des moins de19 ans
L'équipe des moins de 19 ans de l’Olympique lyonnais évolue en championnat national de la catégorie. L'effectif est essentiellement composé de joueurs U19 et U18, ainsi que quelques éléments surclassés U17 et U16.
Cette équipe est également amenée à disputer la coupe Gambardella.

## Politique
D'après Faouzi Djedou-Benamid, recruteur pour le Chamois niortais Football Club et co-auteur de Pourquoi le foot français va dans le mur (2015), aux éditions Hugo Sport, la formation dispensée par l'Olympique lyonnais se distingue dans l'Hexagone par le fait de privilégier l'apprentissage technique du football au résultat en match, à l'instar du FC Barcelone à l'étranger : ainsi, « les éducateurs lyonnais n'hésitent pas à faire jouer les défenseurs en milieu de terrain pour qu'ils apprennent à mieux se servir de leurs pieds ». Par ailleurs, la formation ne privilégie aucun schéma de jeu, permettant aux joueurs de s'adapter aisément .

## Reconnaissance

### Au niveau national
Chaque année, la direction technique national (DTN) de la Fédération française de football dresse un classement des meilleurs centres de formation français en fonction de plusieurs critères :
- nombre de contrats professionnels signés par les joueurs formés au club ;
- nombre de matches joués en équipe première par les joueurs formés au club ;
- nombre de matches joués en sélection nationale par les joueurs formés au club ;
- nombre de diplômes scolaires obtenus par les joueurs formés au club ;
- contrat et ancienneté des éducateurs[2].

À l'issue de la saison 2017-2018, l'Olympique lyonnais conserve la première place de ce classement pour la sixième saison consécutive, devançant celui du Paris Saint-Germain, l’AS Monaco, le Stade rennais FC et le FC Nantes. Il perd cette première place à l'issue de la saison suivante, au profit du Paris Saint-Germain. L'Olympique lyonnais occupe alors la quatrième place du classement derrière le PSG, le Stade rennais, et le FC Sochaux-Montbéliard.

### Au niveau européen
Le 1er octobre 2017, l'observatoire du football réalise un classement des clubs ayant formé le plus de joueurs. Dans ce classement, l'Olympique lyonnais apparaît en 21e position avec 38 joueurs jouant dans l'une des 31 ligues européennes et en troisième position (derrière le Real de Madrid et le FC Barcelone) si on ne prend en compte que les joueurs jouant dans le Big Five, avec 31 joueurs. Dans ce classement l'Olympique lyonnais est le premier club français, le seul autre club français apparaissant dans le top 10 étant le Stade rennais.

## Joueurs notables formés a l'Olympique lyonnais
| Poste     | Nationalité | Nom                         | Années au club      | Club actuel            | Sélection                   |
| --------- | ----------- | --------------------------- | ------------------- | ---------------------- | --------------------------- |
| Attaquant |             | Fleury Di Nallo             | 1960-1974           | Retraité               | France A                    |
| Attaquant |             | Bernard Lacombe             | 1969-1978           | Décédé                 | France A                    |
| Attaquant |             | Farés Bahlouli              | 2013-2015           | Sans club              | France Espoirs              |
| Attaquant |             | Ludovic Giuly               | 1987-1998           | Retraité               | France A                    |
| Attaquant |             | Frédéric Kanouté            | 1988-2000           | Retraité               | Mali A et France A'         |
| Attaquant |             | Sidney Govou                | 1993-2010           | Retraité               | France A                    |
| Défenseur |             | Florent Laville             | 1988-2003           | Retraité               | France Espoirs              |
| Attaquant |             | Karim Benzema               | 1997-2009           | Ittihad Club           | France A                    |
| Attaquant |             | Rachid Ghezzal              | 2004-2017           | Sans club              | Algérie A                   |
| Gardien   |             | Rémy Riou                   | 1995-2007 2022-2024 | Paris FC               | France Espoirs              |
| Attaquant |             | Hatem Ben Arfa              | 2002-2008           | Retraité               | France A                    |
| Attaquant |             | Loïc Rémy                   | 1999-2008           | Retraité               | France A                    |
| Attaquant |             | Anthony Mounier             | 1999-2009           | Retraité               | France Espoirs              |
| Milieu    |             | Steed Malbranque            | 1993-2001 2012-2016 | Retraité               | France Espoirs              |
| Défenseur |             | Jérémie Bréchet             | 1996-2003           | Retraité               | France A                    |
| Défenseur |             | Jérémy Berthod              | 1996-2007           | Retraité               | France Espoirs              |
| Défenseur |             | Raymond Domenech            | 1960-1977           | Retraité               | France A                    |
| Défenseur |             | Jean Djorkaeff              | 1958-1966           | Retraité               | France A                    |
| Défenseur |             | Bouna Sarr                  | 2005-2009           | Sans club              | Sénégal A                   |
| Attaquant |             | Ishak Belfodil              | 2008-2012           | Sans club              | Algérie A                   |
| Attaquant |             | Alassane Pléa               | 2009-2014           | PSV Eindhoven          | France A                    |
| Attaquant |             | Alexandre Lacazette         | 2003-2017 2022-2025 | Neom SC                | France A                    |
| Milieu    |             | Houssem Aouar               | 2009-2023           | Ittihad Club           | Algérie A et France A       |
| Milieu    |             | Florent Balmont             | 1996-2004           | Retraité               | France Espoirs              |
| Défenseur |             | Mehdi Zeffane               | 2009-2015           | Sans club              | Algérie A                   |
| Attaquant |             | Romain Del Castillo         | 2012-2016           | Stade brestois 29      | France Espoirs              |
| Attaquant |             | Nabil Fekir                 | 2005-2007 2011-2019 | Al Jazira Club         | France A                    |
| Attaquant |             | Anthony Martial             | 2009-2013           | AEK Athènes            | France A                    |
| Défenseur |             | Samuel Umtiti               | 2002-2016           | Sans club              | France A                    |
| Milieu    |             | Corentin Tolisso            | 2007-2017 2022-…    | Olympique lyonnais     | France A                    |
| Milieu    |             | Maxime Gonalons             | 2000-2017           | Retraité               | France A                    |
| Gardien   |             | Anthony Lopes               | 2000-2025           | FC Nantes              | Portugal A                  |
| Milieu    |             | Clément Grenier             | 2002-2018           | Retraité               | France A                    |
| Milieu    |             | Jordan Ferri                | 2007-2019           | Montpellier HSC        | France Espoirs              |
| Attaquant |             | Clinton Njie                | 2011-2015           | Rapid Bucarest         | Cameroun A                  |
| Défenseur |             | Zachary Brault-Guillard     | 2011-2019           | FC Lugano              | Canada A                    |
| Défenseur |             | François Clerc              | 1997-2010           | Retraité               | France A                    |
| Attaquant |             | Florian Maurice             | 1984-1997           | Retraité               | France A                    |
| Milieu    |             | Rémi Garde                  | 1984-1993           | Retraité               | France A                    |
| Milieu    |             | Jérémy Clément              | 1997-2006           | Retraité               | France Espoirs              |
| Attaquant |             | Georges Mikautadze          | 2008-2015 2024-…    | Olympique lyonnais     | Géorgie A                   |
| Attaquant |             | Amine Gouiri                | 2013-2020           | Olympique de Marseille | Algérie A et France Espoirs |
| Milieu    |             | Gaëtan Perrin               | 2005-2017           | AJ Auxerre             |                             |
| Milieu    |             | Maxence Caqueret            | 2011-2025           | Como 1907              | France Espoirs              |
| Gardien   |             | Anthony Racioppi            | 2012-2020           | FC Sion                | Suisse Espoirs              |
| Gardien   |             | Mathieu Gorgelin            | 2002-2019           | Havre AC               | France Espoirs              |
| Milieu    |             | Elisha Owusu                | 2010-2018           | AJ Auxerre             | Ghana A                     |
| Défenseur |             | Mouctar Diakhaby            | 2013-2018           | Valence CF             | Guinée A et France Espoirs  |
| Attaquant |             | Willem Geubbels             | 2010-2018           | FC Saint-Gall          | France -19 ans              |
| Attaquant |             | Myziane Maolida             | 2014-2018           | Al-Kholoud Club        | France -19 ans              |
| Milieu    |             | Christopher Martins Pereira | 2013-2019           | Spartak Moscou         | Luxembourg A                |
| Attaquant |             | Yann Kitala                 | 2013-2019           | Le Havre AC            | Congo -17 ans               |
| Attaquant |             | Aldo Kalulu                 | 2004-2017           | Partizan Belgrade      | Congo A                     |
| Défenseur |             | Gédéon Kalulu               | 2007-2013 2014-2018 | FC Lorient             | Congo A                     |
| Attaquant |             | Rayan Cherki                | 2010-2025           | Manchester City        | France A                    |
| Défenseur |             | Melvin Bard                 | 2016-2021           | OGC Nice               | France Espoirs              |
| Défenseur |             | Pierre Kalulu               | 2008-2020           | Juventus FC            | France A                    |
| Défenseur |             | Malo Gusto                  | 2016-2023           | Chelsea FC             | France A                    |
| Défenseur |             | Castello Lukeba             | 2011-2023           | RB Leipzig             | France A                    |
| Attaquant |             | Bradley Barcola             | 2010-2023           | Paris Saint Germain    | France A                    |
| Milieu    |             | Florent Sanchez             | 2010-…              | Olympique lyonnais     | France -20 ans              |
| Milieu    |             | Mohamed El Arouch           | 2018-2024           | RWD Molenbeek          | France - 20 ans             |
| Défenseur |             | Hugo Vogel                  | 2013-2022           | FC Bâle                | France - 19 ans             |
| Défenseur |             | Mamadou Sarr                | 2018-2024           | RC Strasbourg          | France - 17 ans             |
| Gardien   |             | Jérémy Frick                | 2009-2015           | Servette FC            | Suisse Espoirs              |

## Joueuses notables formées a l'Olympique Lyonnais
(Avant 2004 , l'équipe appartenait au FC Lyon)
| Poste      | Nationalité | Nom                    | Années au club           | Club actuel                 |
| ---------- | ----------- | ---------------------- | ------------------------ | --------------------------- |
| Défenseuse |             | Saïda Akherraze        | 2008-2011                |                             |
| Défenseuse |             | Selma Bacha            | 2009-                    | Au Club                     |
| Attaquante |             | Inès Benyahia          | 2018-                    | Au Club                     |
| Défenseuse |             | Cindy Berthet          | 2005-                    |                             |
| Attaquante |             | Sandrine Brétigny      | 2000-2012                | Retraitée                   |
| Défenseuse |             | Océane Caïraty         | 2005-2010                | Retraitée                   |
| Défenseuse |             | Noémie Carage          | 2009-2015                | Dijon FCO                   |
| Attaquante |             | Delphine Cascarino     | 2009-                    | Au Club                     |
| Défenseuse |             | Estelle Cascarino      | 2009-2016                | Paris Saint-Germain         |
| Milieu     |             | Sarah Chorfa           | 2003-                    |                             |
| Milieu     |             | Kenza Dali             | 2005-2010 puis 2016-2018 | Everton                     |
| Défenseuse |             | Coralie Ducher         | 2004-2010                | Retraitée                   |
| Milieu     |             | Alix Faye-Chellali     | 2004-                    |                             |
| Milieu     |             | Maëlle Garbino         | 2011-2016                | Girondins de Bordeaux       |
| Milieu     |             | Laura Gandonou         | 2004-2008                | Retraitée                   |
| Défenseuse |             | Émilie Gonssollin      | 2004-2008                | Retraitée                   |
| Milieu     |             | Aurélie Kaci           | 2004-2012                | Real Madrid                 |
| Défenseuse |             | Grace Kazadi           | 2016-                    |                             |
| Milieu     |             | Amel Majri             | 2007-                    | Au Club                     |
| Attaquante |             | Melvine Malard         | 2014-                    | Au Club                     |
| Gardienne  |             | Alexandra Muci         | 2007-2009                |                             |
| Défenseuse |             | Ève Périsset           | 2009-2016                | Girondins de Bordeaux       |
| Gardienne  |             | Cindy Perrault         | 2011-2016                | En avant Guingamp           |
| Gardienne  |             | Pauline Peyraud-Magnin | 2005-2014                | Juventus                    |
| Milieu     |             | Lucie Pingeon          | 2006-2016                | ASJ Soyaux                  |
| Défenseuse |             | Wendie Renard          | 2006-                    | Au Club                     |
| Défenseuse |             | Manon Revelli          | 2016-                    | En avant Guingamp (en prêt) |
| Attaquante |             | Mylaine Tarrieu        | 2010-2018                | Dijon FCO                   |

au 14/01/22